# ایمیرمشعو
ایمیرمِشعو سِمِنخ‌کارع (مصری باستان: Imy-r-mšˁw Smnḫ-k3-rˁ) فرعونی در دودمان سیزدهم مصر باستان در دوره موسوم به دوره دوم میانی بوده است. نام او در فهرست پادشاهان تورین و نیز دو تندیس آمده است. طول دوران فرمانروایی او نامشخص است ولی به احتمال زیاد از چند سال فراتر نمی‌رود.
معنای نام او در زبان مصری «ناظر سربازان» است و گمان برده می‌شود که او پیش از پادشاه شدن فرمانده نظامی بوده باشد و با کودتایی که بر ضد شاه پیش از خود - خنجر - داشته به قدرت رسیده، ولی چنین چیزی هنوز به اثبات نرسیده.